# The Northern Advocate
The Northern Advocate ist eine täglich erscheinende, regionale Tageszeitung in Neuseeland. Ihr Einzugsgebiet liegt im nördlichen Teil der Nordinsel. Die Zeitung hat ihren Sitz in Whangārei, in der Region Northland.

## Geschichte
1875 wurde der Whangarei Comet and Northern Advertiser von dem in England geborenen Siedler George Edwin Alderton in Whangārei gegründet und bereits zwei Jahre später in Northern Advocate and General Advertiser umbenannt. Das Blatt wurde ursprünglich wöchentlich, mit einem Teil in Māori herausgeben. Als mit dem Northern Chronicle Konkurrenz aufkam, wechselte man 1902 zur täglichen Erscheinungsweise. Der Besitzer des Northern Chronicle, Francis Mander, Politiker Geschäftsmann und Vater der neuseeländischen Schriftstellerin Jane Mander, übernahm kurze Zeit später den Northern Advocate und stellte den Chronicle vermutlich noch in seinem Erscheinungsjahr ein.
1908 kam die Northern Mail auf den Markt und der Besitzer der Mail übernahm 1914 den Northern Advocate, stellte aber sein eigenes Blatt noch im selben Jahr ein.

## Konzernzugehörigkeit
Der Northern Advocate befindet sich im Besitz der neuseeländischen NZME. Publishing Limited, die im Januar 2015 durch Umbenennung aus der APN Holdings NZ Limited hervorgegangen ist. Die NZME. Publishing Limited gehört über ein paar Firmenverknüpfungen der australische APN News & Media Limited (APN), die wiederum Teil des irischen Medienkonzern Independent News & Media ist.

## Die Zeitung heute
Der Northern Advocate hatte 2014 eine durchschnittliche tägliche Auflage von 12.020 Exemplaren und erscheint als Morgenausgabe, täglich montags bis samstags.